# Les Grandes Marées (roman)
Ne pas confondre avec la série télévisée Les Grandes Marées.
Les Grandes Marées est un roman de l'écrivain québécois Jacques Poulin. Il raconte l'histoire d'un traducteur de bande dessinée "dit" sociopathe.  
Le trouvant quelque peu dépressif, son patron qui possède une résidence sur Île Madame, près de l'Île d'Orléans, l'invite à y séjourner le temps de se reposer.  
Le traducteur isolé sur l'île fait l'agréable rencontre de quelqu'un qui a la même personnalité solitaire que lui. Ils sont seuls sur l'île, à l'exception de son patron qui vient le visiter de temps en temps pour lui apporter des vivres et de nouvelles bandes dessinées à traduire. 
Le personnage principal, tout au long du récit, contemple amèrement le declin de son havre de paix, envahi par des individus plus loufoques les uns que les autres. Il essaie de supporter son mode de vie complètement chamboulé jusqu'au jour où...